# Alexander Carlisle
Alexander Montgomery Carlisle, né le 8 juillet 1854 à Ballymena en Irlande du Nord et mort le 5 mars 1926 à Londres en Angleterre, est un ingénieur naval, homme d’affaires et homme politique britannique.
Beau-frère de William James Pirrie, 1er vicomte Pirrie, il fut l'un des concepteurs des paquebots de classe Olympic pour le chantier naval Harland and Wolff. Sa principale responsabilité concernait les systèmes de sécurité des navires, tels que les compartiments étanches et les canots de sauvetage. En tant que conseiller privé, il était surnommé « le Très Honorable ». 

## Biographie

### Jeunesse et formation
Alexander Montgomery Carlisle est né le 8 juillet 1854 à Ballymena, dans le comté d’Antrim, en Irlande du Nord. Fils de John Carlisle, directeur de la Royal Belfast Academical Institution, il y fait ses études avant de rejoindre à 16 ans le chantier naval Harland & Wolff à Belfast en tant qu’apprenti. C’est là qu’il rencontre William James Pirrie, futur directeur de l’entreprise et son futur beau-frère, puisqu’il épousera sa sœur Margaret en 1879.

### Carrière chez Harland & Wolff
Au cours de ses 40 années passées chez Harland & Wolff, Carlisle gravit les échelons : dessinateur en chef, sous-directeur, directeur de chantier, puis directeur général et président du conseil d’administration. Il joue un rôle essentiel dans la conception des paquebots de la classe Olympic, dont le Titanic. Sa principale responsabilité portait sur les aménagements intérieurs, les équipements et les arrangements généraux, ainsi que sur la mise en place du système de bossoirs pour les canots de sauvetage.

### Les canots de sauvetage sur leTitanic
Carlisle s’inquiétait de l’insuffisance du nombre de canots de sauvetage pour un navire de la taille du Titanic. Il proposa d’installer des bossoirs capables de supporter jusqu’à 64 canots, bien que 48 suffisent selon lui. Cependant, la White Star Line, dirigée par Bruce Ismay, refusa cette proposition, jugeant que cela nuirait à l’esthétique du navire et entraînerait des coûts supplémentaires. Finalement, le Titanic fut équipé de 20 canots et radeaux, bien au-delà des exigences minimales de l’époque.

### Vie publique, retraite et mort
En 1907, Carlisle est nommé au Conseil privé d’Irlande par le roi Édouard VII, devenant ainsi « le Très Honorable ». En 1910, il prend sa retraite de Harland & Wolff, mais reste actionnaire de la société Welin Davit & Engineering Company Ltd, spécialisée dans la fabrication de bossoirs. Il témoigne lors de l’enquête britannique sur le naufrage du Titanic en 1912, confirmant son rôle dans la conception du navire.
Profondément affecté par la catastrophe du Titanic, Carlisle s’éteint le 5 mars 1926 à Londres, à l’âge de 71 ans. Il est incinéré et ses cendres reposent au Golders Green Crematorium, où une plaque commémorative lui rend hommage.